# Hanuš Folkmann
Hanuš Folkmann, křtěný Jan Alexandr Adolf (30. prosince 1875 Praha – 10. května 1936 Praha), byl český akademický sochař, ilustrátor, pedagog a loutkář.

## Život
Narodil se v Praze v rodině akademického sochaře Aloise Folkmanna. Již v mládí měl Hanuš nesporný umělecký talent a jeho otec mu poskytl dobré podmínky k jeho rozvíjení. V letech 1897–1900 studoval Akademie výtvarných umění v Praze u prof. J. V. Myslbeka, kterému pomáhal při dokončovacích pracích na pomníku sv. Václava. V letech 1900–1901 pokračoval ve studiu na mnichovské akademii u profesora W. Rümanna, kde za plastiku "Vrchol hory" obdržel cenu bavorské akademie. Následně pobýval dva roky v Paříži, kde se zabýval studiem francouzského sochařství, pronajal si ateliér a pracoval zde na dekorativních zakázkách. Přivydělával si na různých zakázkách portrétů i náhrobků a postupně zapadl do pařížského života tak, že se stal členem společnosti "Société académique d’histoire internationale". Poté odjel do Frankfurtu, do Berlína a obesílal své plastiky do vídeňských výstav.
Mezitím se roku 1902 v Poděbradech oženil s Boženou Birnbaumovou. Měli spolu tři dcery, Boženu (1903–1960), Annu (1905–1996) a Hanu (1912–1987). V roce 1903 se vrátil do Prahy a věnoval se zakázkám dekorativního a portrétního charakteru, vystavoval ve Vídni a Wiesbadenu, pracoval pro Berlín a Frankfurt nad Mohanem, v Německu portrétoval členy rodiny významného výrobce koncertních křídel F. W. C. Bechsteina.
V roce 1910 založil s malířem O. Bubeníčkem Loutkové divadlo „Umělecké výchovy“ na Vinohradech a pro své dcery vyřezal loutky, které byly patrně jako první v Čechách zavěšené na nitích na pohyblivém vahadle. V roce 1911 získal cenu České akademie věd a umění za plastiku "Poznání" a v následujícím roce se stal členem spolku "Umělecká výchova". První představení se konalo ve "Folkmanové divadélku", které se nacházelo v salóně obchodního domu ve Vodičkové ulici a hrála se Lermontovova hra "Ašik Kerib" ve prospěch Červeného kříže. V roce 1913 spolu s otcem pracoval na výzdobě budovy Wilsonova nádraží v Praze.
V roce 1916 se rozhodl, že se bude věnovat kantorské profesi a obhájil docenturu v modelování na České technice v Praze. Za pět let byl jmenován řádným profesorem modelování na ČVTU, fakulta architektury a pozemního stavitelství a v témže roce uskutečnil se svými žáky sochařskou exkurzi na Balkán. V roce 1925 pak uspořádal první výstavu jejich žákovských prací. V roce 1922 po zásadních neshodách opustil "Uměleckou výchovu" a loutky prodal do Ameriky. Mezi jeho studenty patřili např. Karel Šmíd, Oldřich Zezula, Jaroslav Bureš a další.
Hanuš Folkmann zemřel v Praze roku 1936 a pohřben byl do rodinné hrobky na Vinohradském hřbitově pod náhrobkem, který sám navrhl.
Hanuš Folkmann patřil k sochařům převážně dekorativního zaměření, vypracoval se však ve vynikajícího a vysoce ceněného portrétistu. Byl autorem pamětních desek básníka R. Pokorného a lékaře L. Fritze, portrétů gynekologů V. Rubešky a K. Pawlíka, knihtiskaře A. Wiesnera, portrétu mineraloga K. Vrby pro Národní muzeum v Praze, figurální výzdoby pražského hlavního nádraží a Zemské banky v ulici Na Příkopě č. 20, "Piety" na Vyšehradském hřbitově, erotické plastiky "Eva po hříchu", sochařské výzdoby pro okresní soud v Českém Těšíně a mnoha dalších.

## Galerie (sochy)

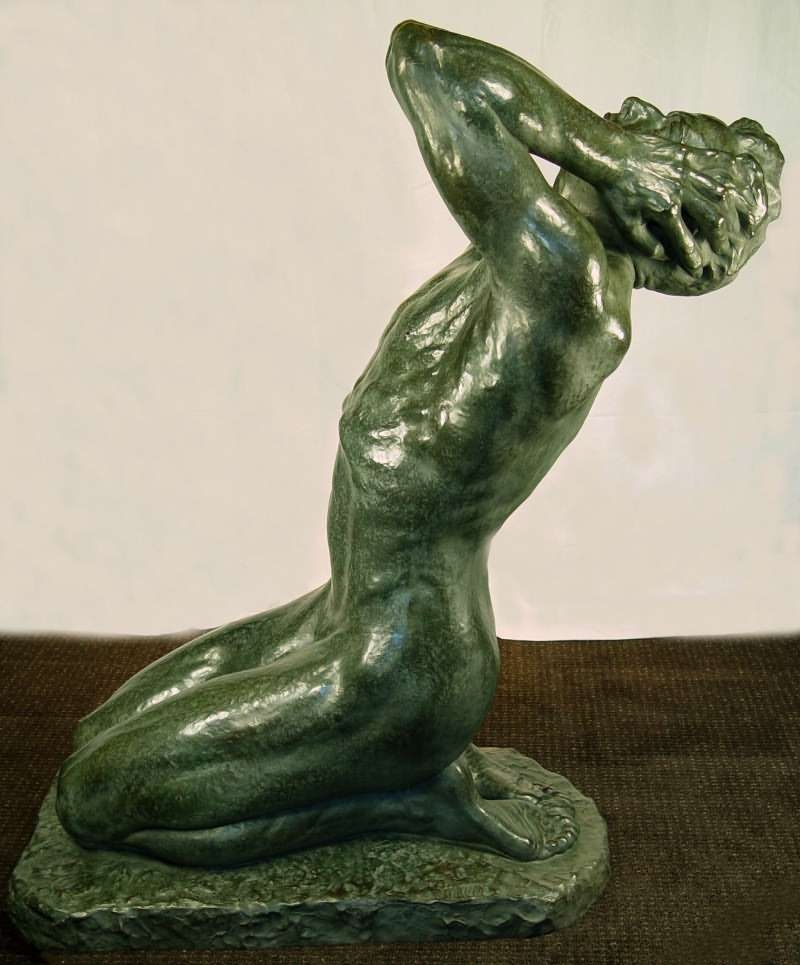
Akt nahého muže (bronz)
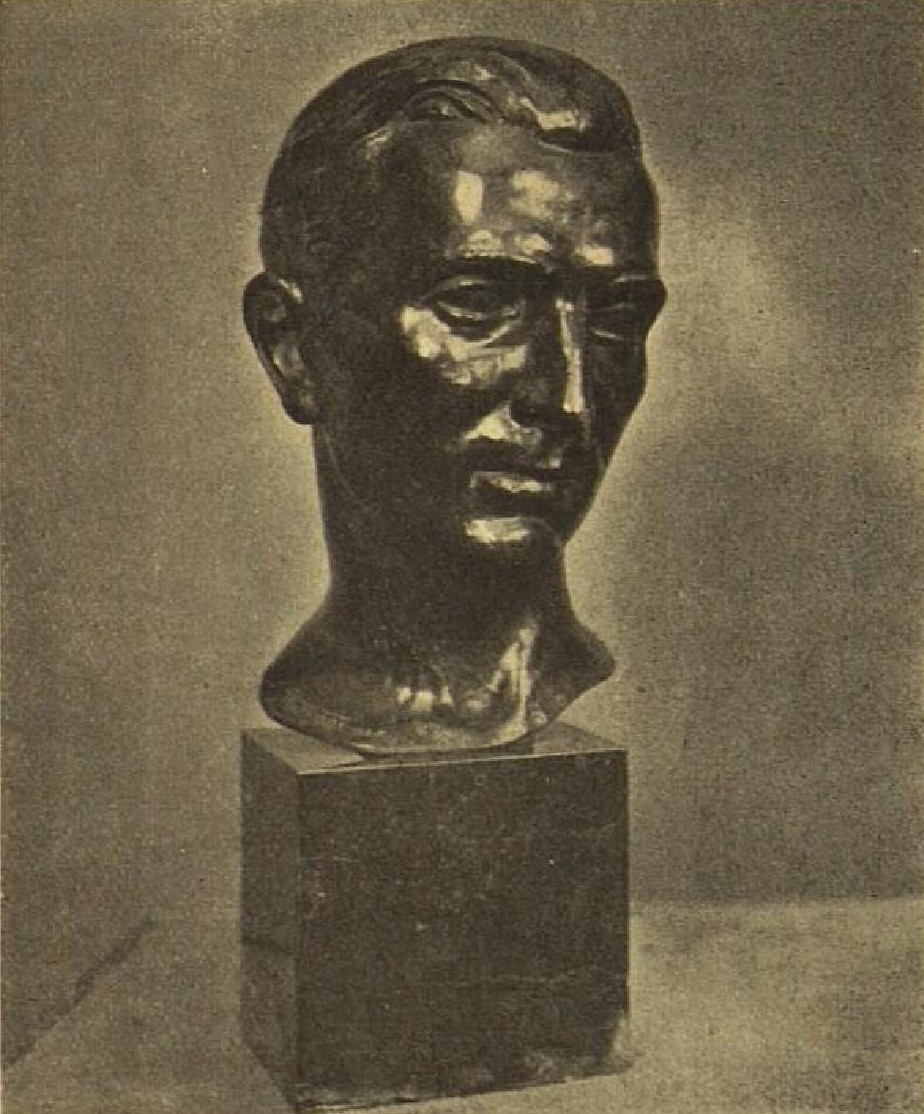
Portrét docenta MUDr. N. (bronz)
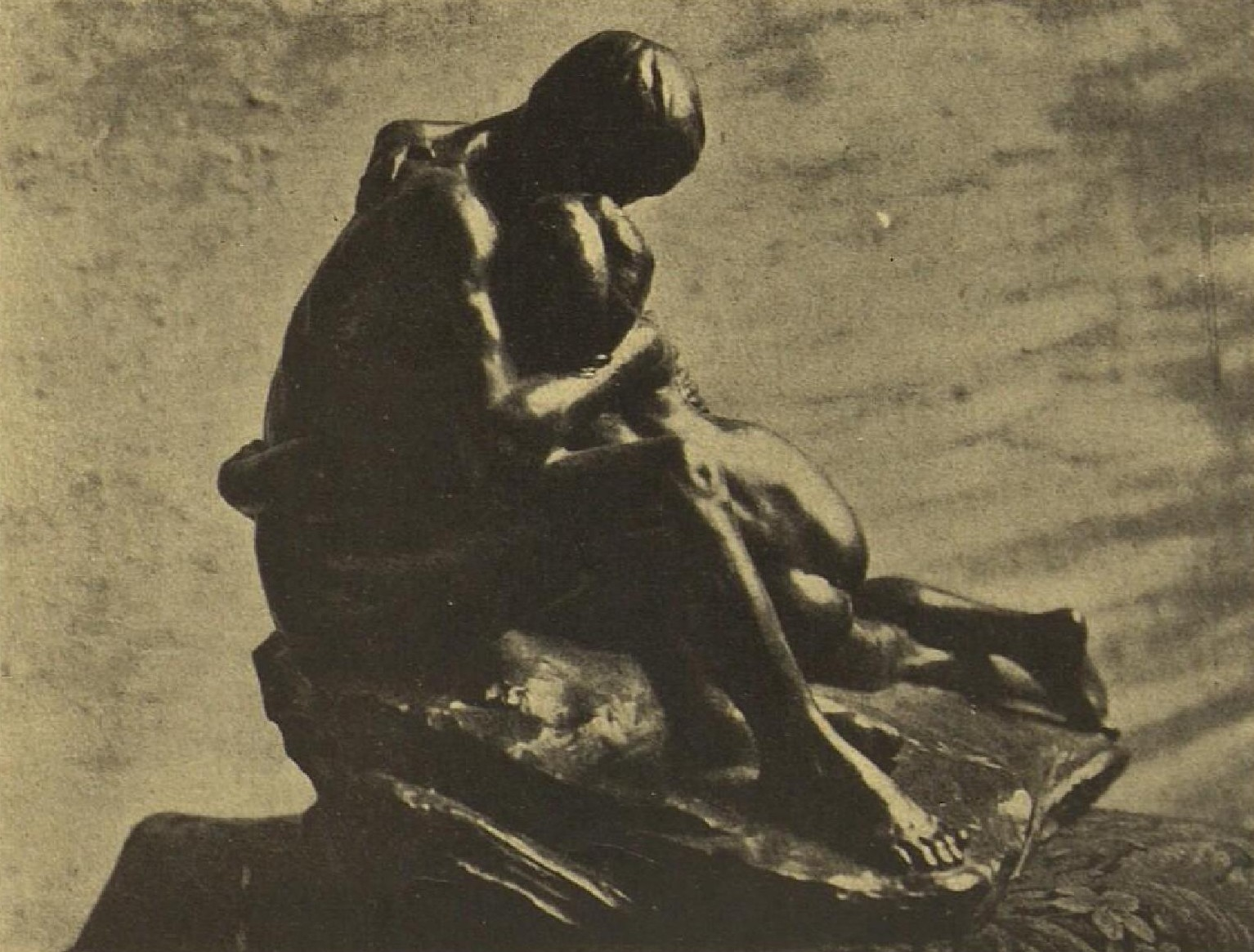
Na vrcholu hory (bronz)
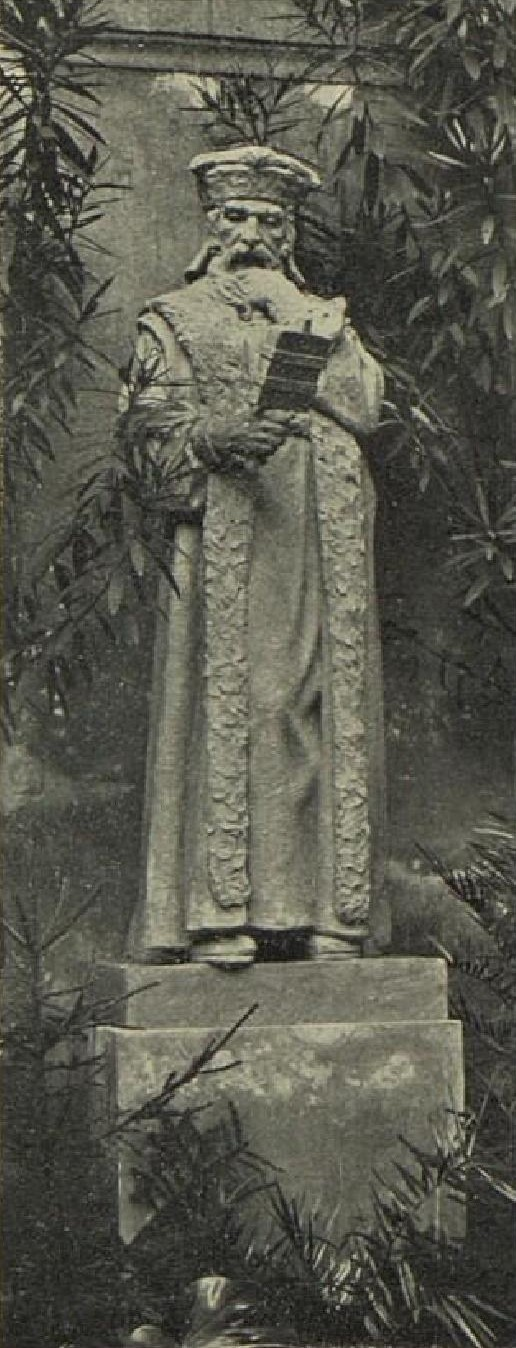
Johannes Gutenberg
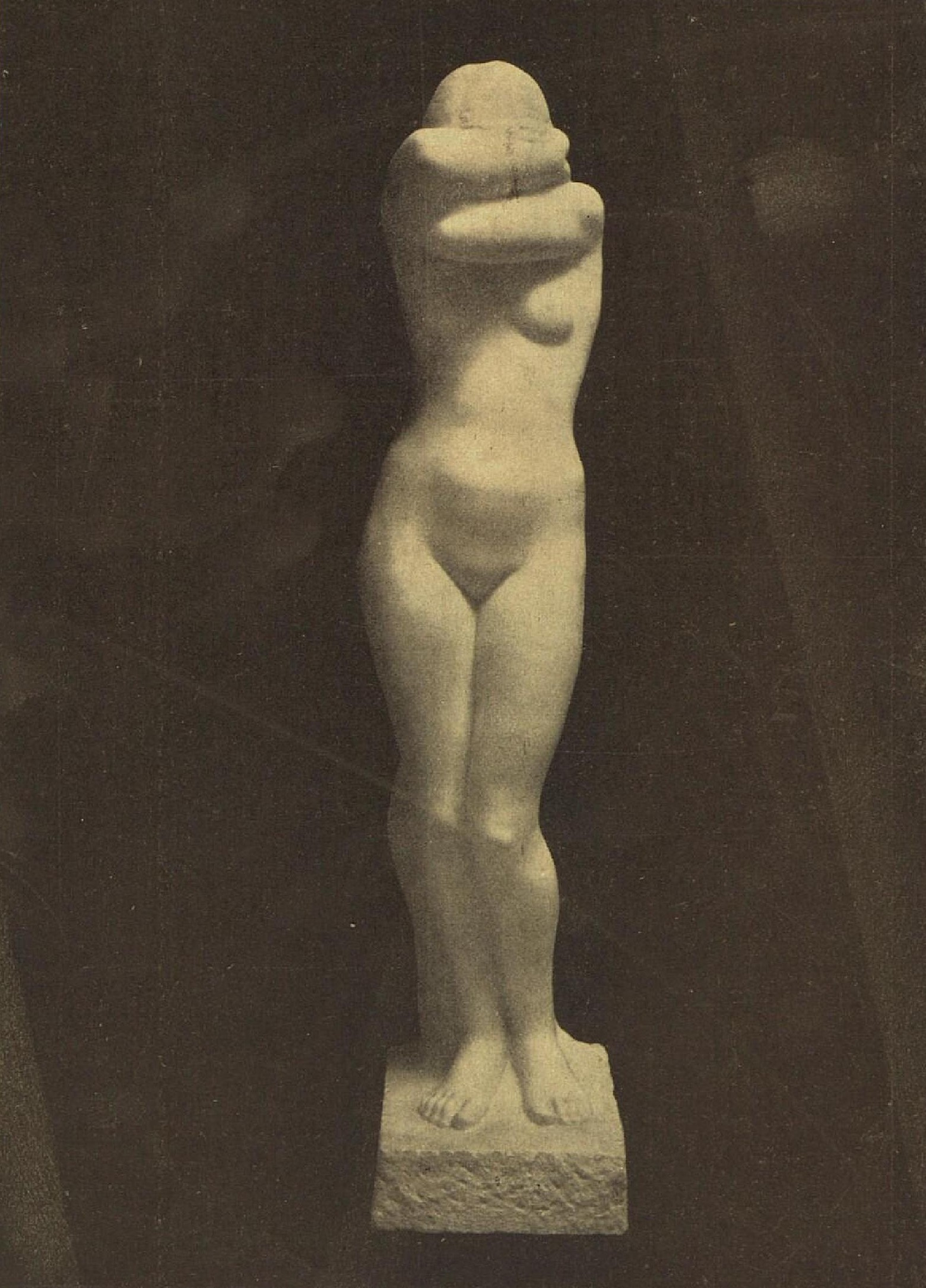
Eva po hříchu (mramor)

## Galerie (ilustrace)

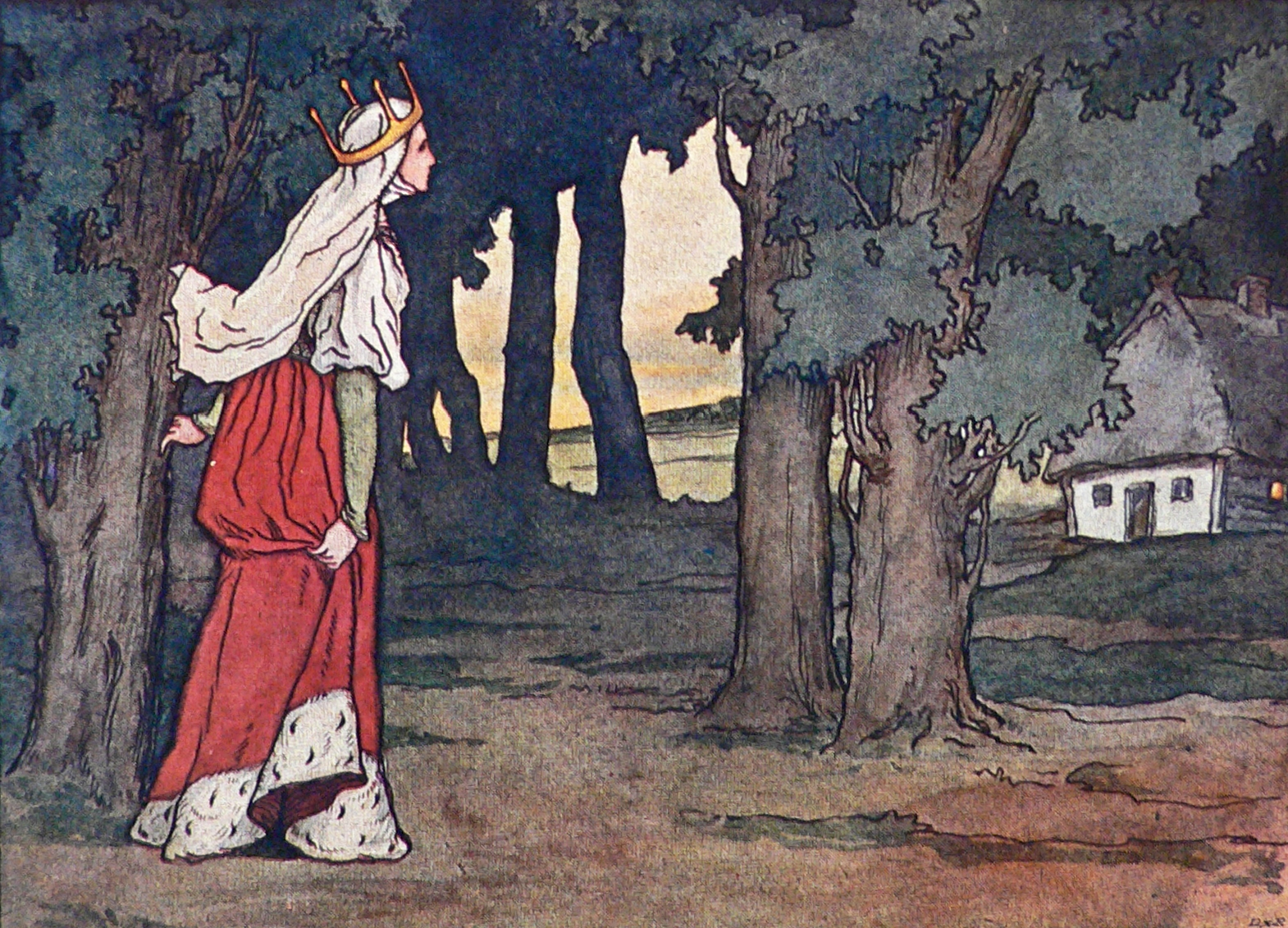
Bílý medvěd - vykonání cesty
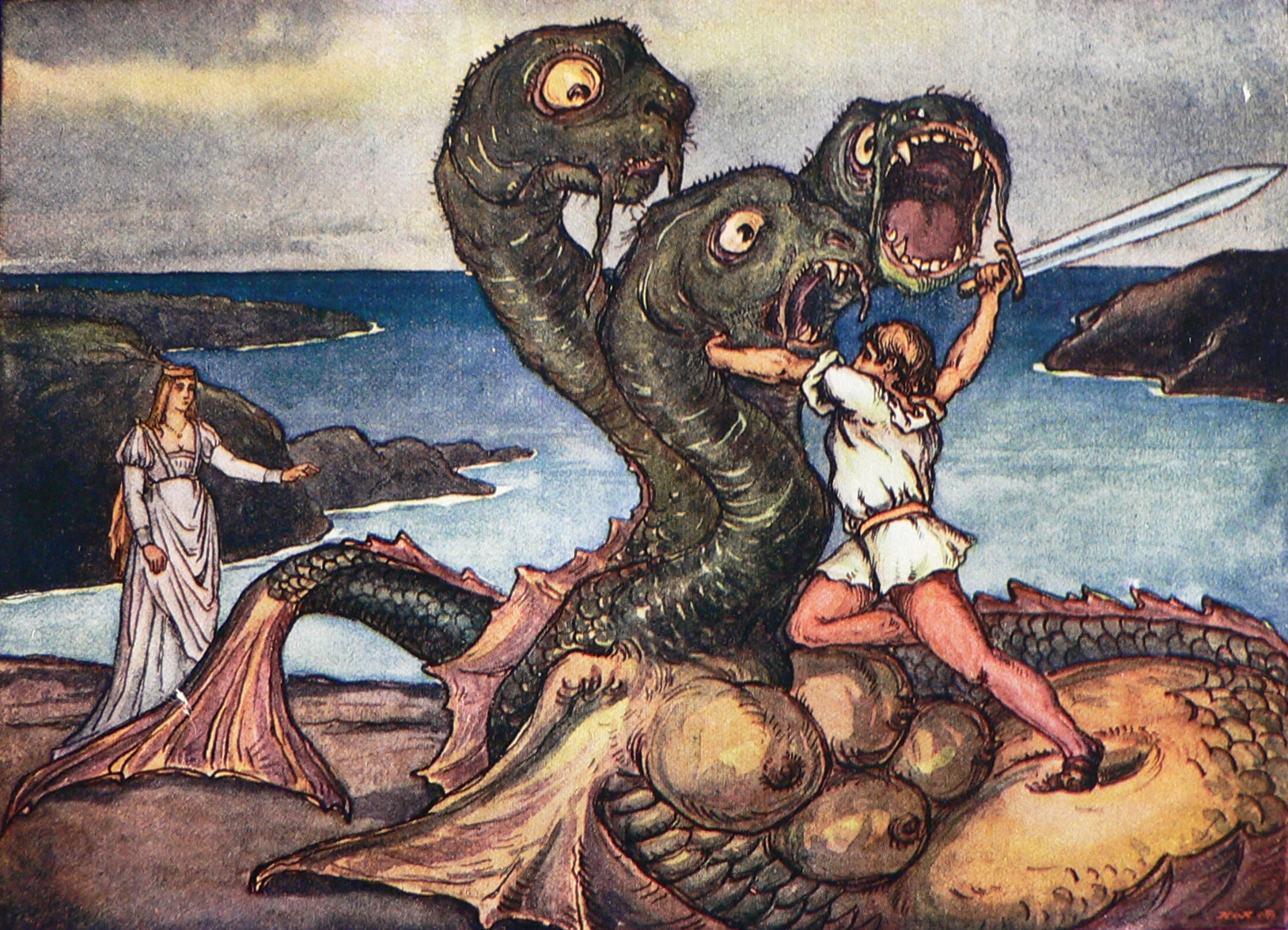
O třech mečích - boj a vítězství
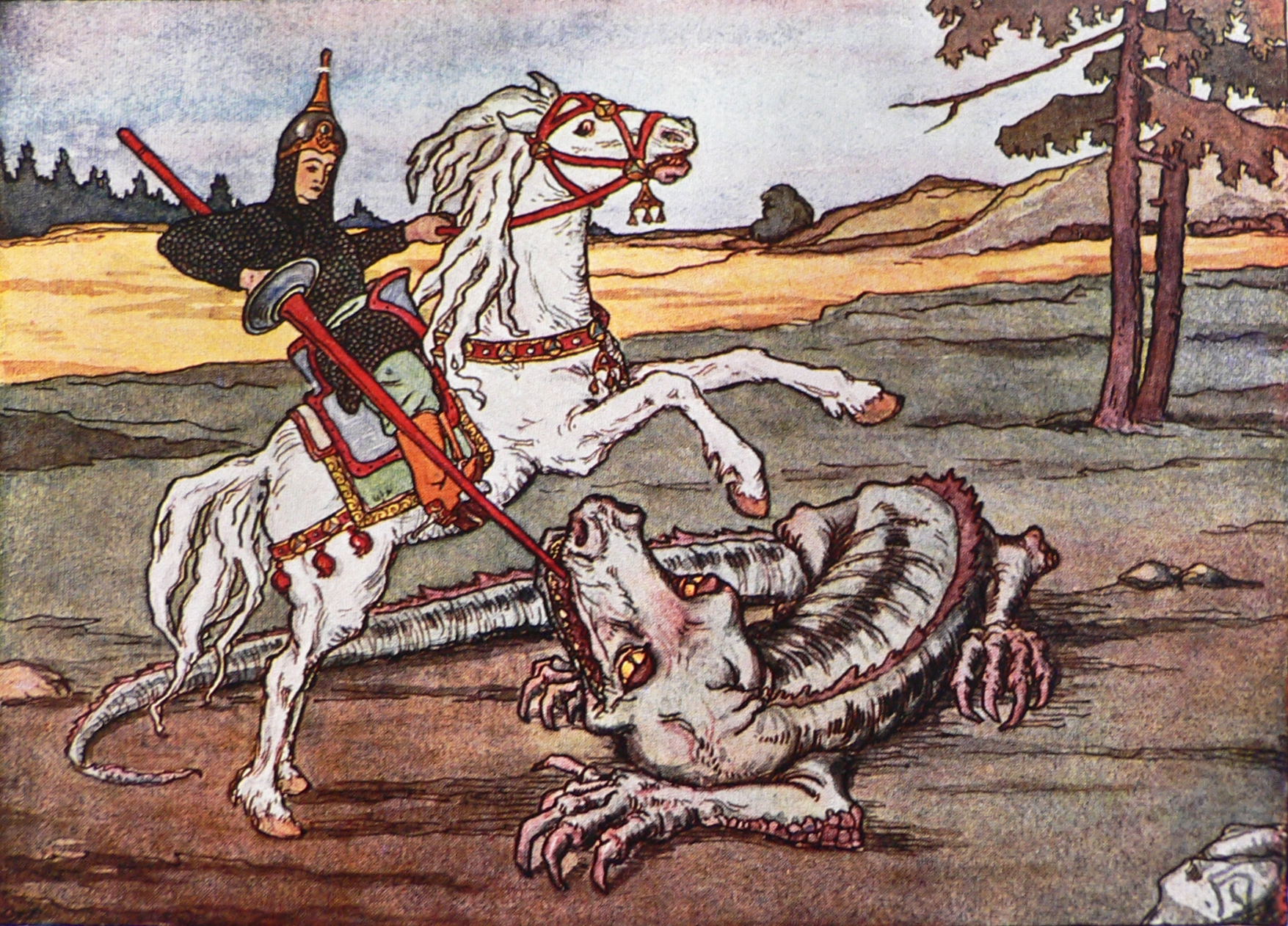
Zvíře Norka - boj a vítězství

## Výstavy (výběr)

### Společné
- 1921–1922 – Loutkářská výstava, Topičův salon, Praha
- 1928 – Československé výtvarné umění 1918–1928, Brno (Brno-město), Brno